# Dubczes
Dubczes (ros. Дубчес) – rzeka w Rosji, w Kraju Krasnojarskim, lewy dopływ Jeniseju.
Długość rzeki wynosi 433 km. Powierzchnia dorzecza obejmuje 15 300 km². Wpada do rzeki Jenisej w odległości 1670 km od jego ujścia. Wypływa i płynie wśród bagien na wschodnim krańcu Niziny Zachodniosyberyjskiej. Zasilana opadami z przewagą śniegu.